# Saint-Nazaire-sur-Charente

Saint-Nazaire-sur-Charente este o comună în departamentul Charente-Maritime, Franța. În 1 ianuarie 2022 avea o populație de 1.214 de locuitori.